# Парк Кафарелла

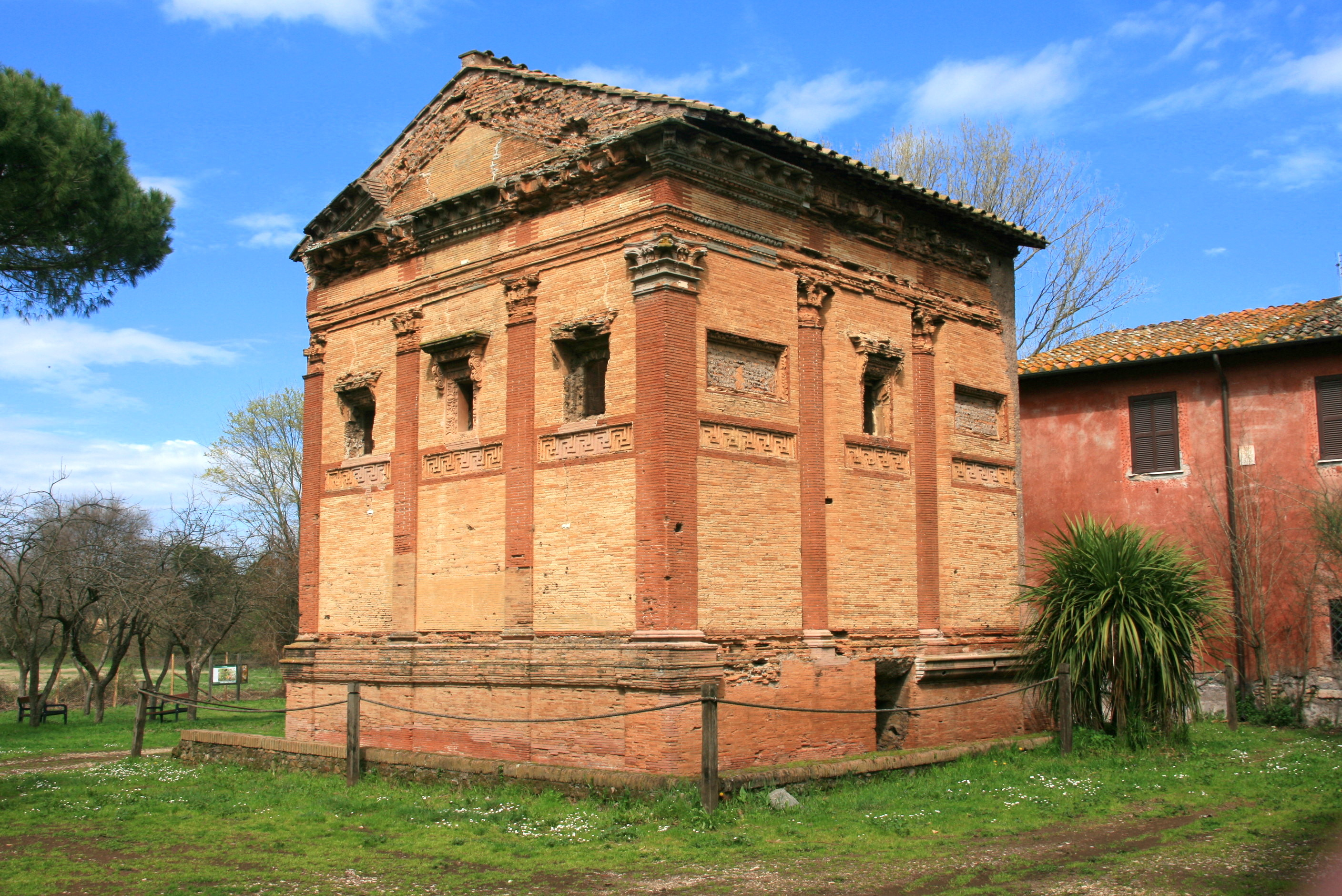
«Гробниця Аннії Реджилли»

Парк Кафарелла (італ. Parco della Caffarella) — великий парк на південному сході Риму, територія, що охороняється. Є частиною регіонального парку Аппієвої дороги (Parco Regionale Appia Antica). Парк розташований у долині річки Альмоне та обмежений з північного сходу Латинською дорогою, а з південного заходу Аппієвою дорогою. З півночі на південь він тягнеться від стіни Авреліана до Via dell'Almone.
У парку знаходиться кілька пам'яток Античності та Середньовіччя, також він має екологічну цінність, будучи місцем проживання 78 видів птахів та інших тварин. Одна з найбільших зелених зон Риму (132 га зелених насаджень).

## Історія

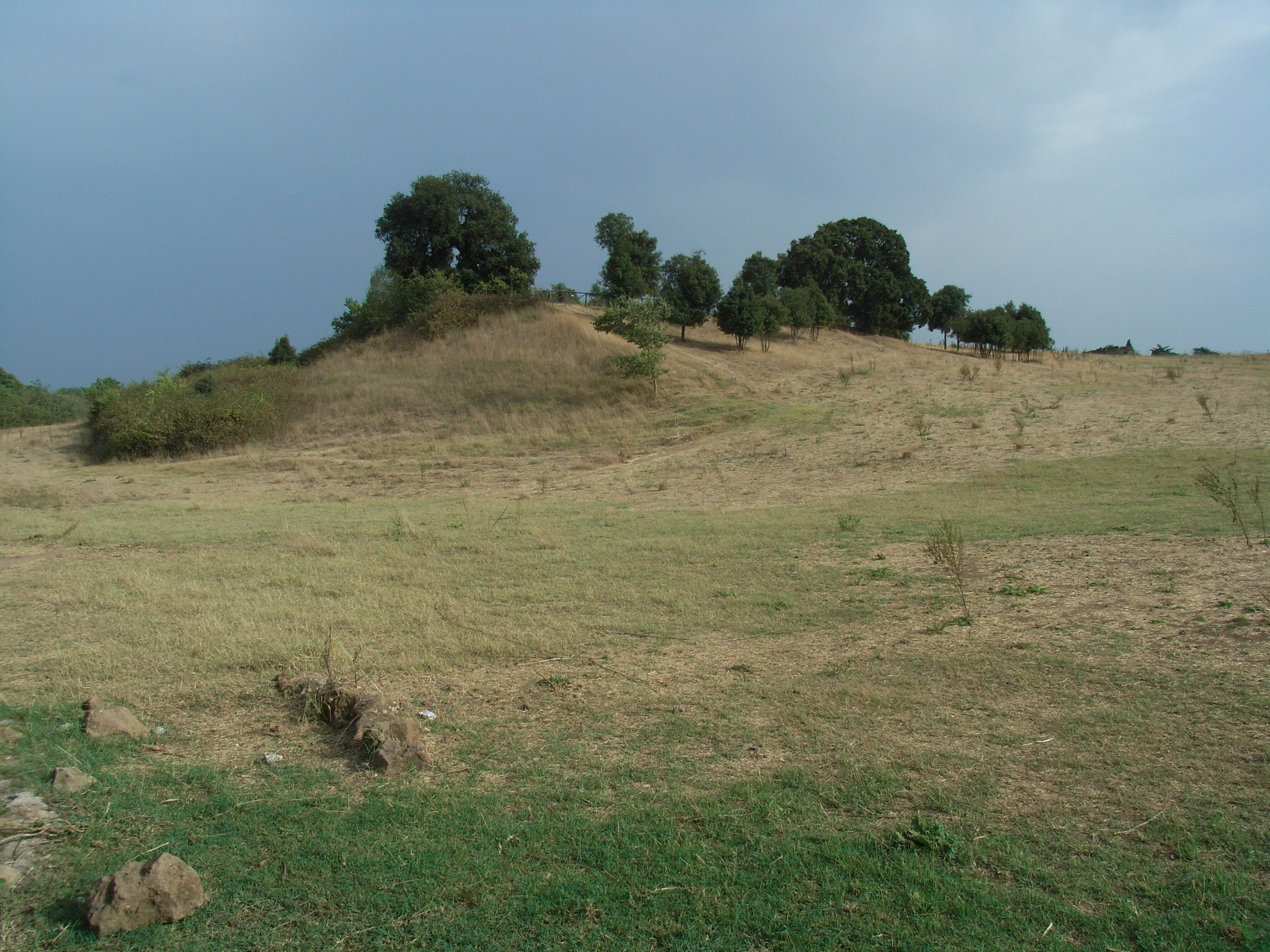
«Священний гай»

В античні часи більша частина цієї території була зайнята маєтком, відомим як Triopius. У II столітті Герод Аттік, грецький оратор, вчитель імператорів Луція Віра і Марка Аврелія, римський консул 143 року, отримав права на цей маєток через шлюб зі знатною римлянкою Аннією Регіллою.
Сучасна назва походить від прізвища сімейства Кафареллі, які володіли фермою тут у XVI столітті. Потім власниками цієї землі були сім'ї Паллавічіно та Торлонія.
У середині XX століття розглядався план забудови цієї території, але в результаті кампанії протесту було вирішено її зберегти, приєднавши до парку Аппієвої дороги.

## Основні пам'ятки
- Німфеум Егерії. Архітектурне оформлення цього джерела датується по типу цегли серединою II століття[2]. Передбачається, що Герод Аттік спорудив цей німфей на згадку про свою дружину Аннію Регіллу. Зв'язок з ім'ям німфи Егерії виник пізніше.

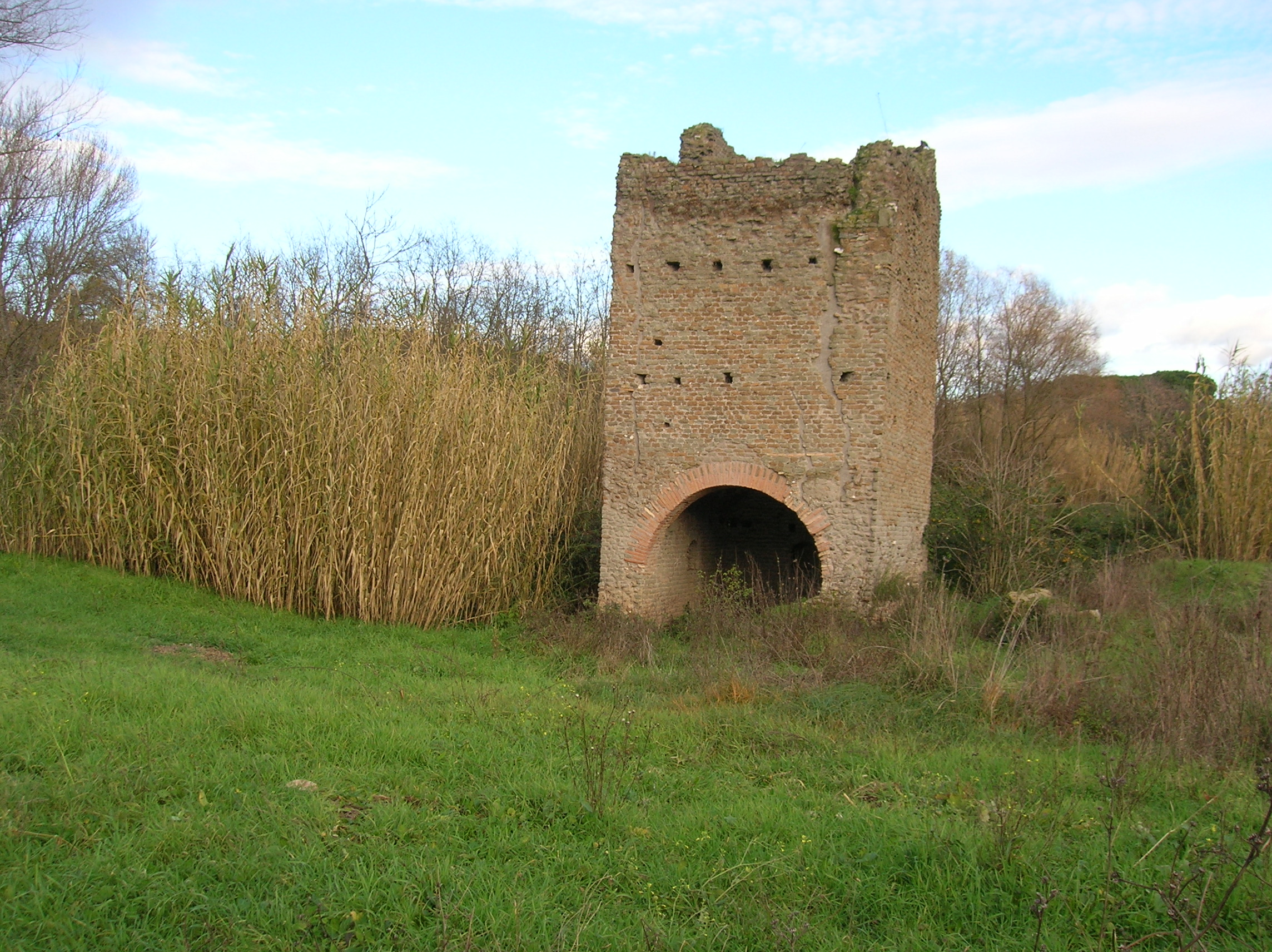
Башта Валка

- Гробниця Аннії Реджилли. Ця двоповерхова споруда, що добре збереглася, з жовтої та червоної цегли є кенотафом дружини Герода Аттика, а не її гробницею. На фасаді збереглися пілястри коринфського ордера та інші елементи оздоблення. Довгий час будинок використовувався як сарай[3].
- Башта Валка. Будова з туфових блоків датується XII чи XIII століттям. Раніше воно було захищене додатковою стіною та підйомним мостом[2].

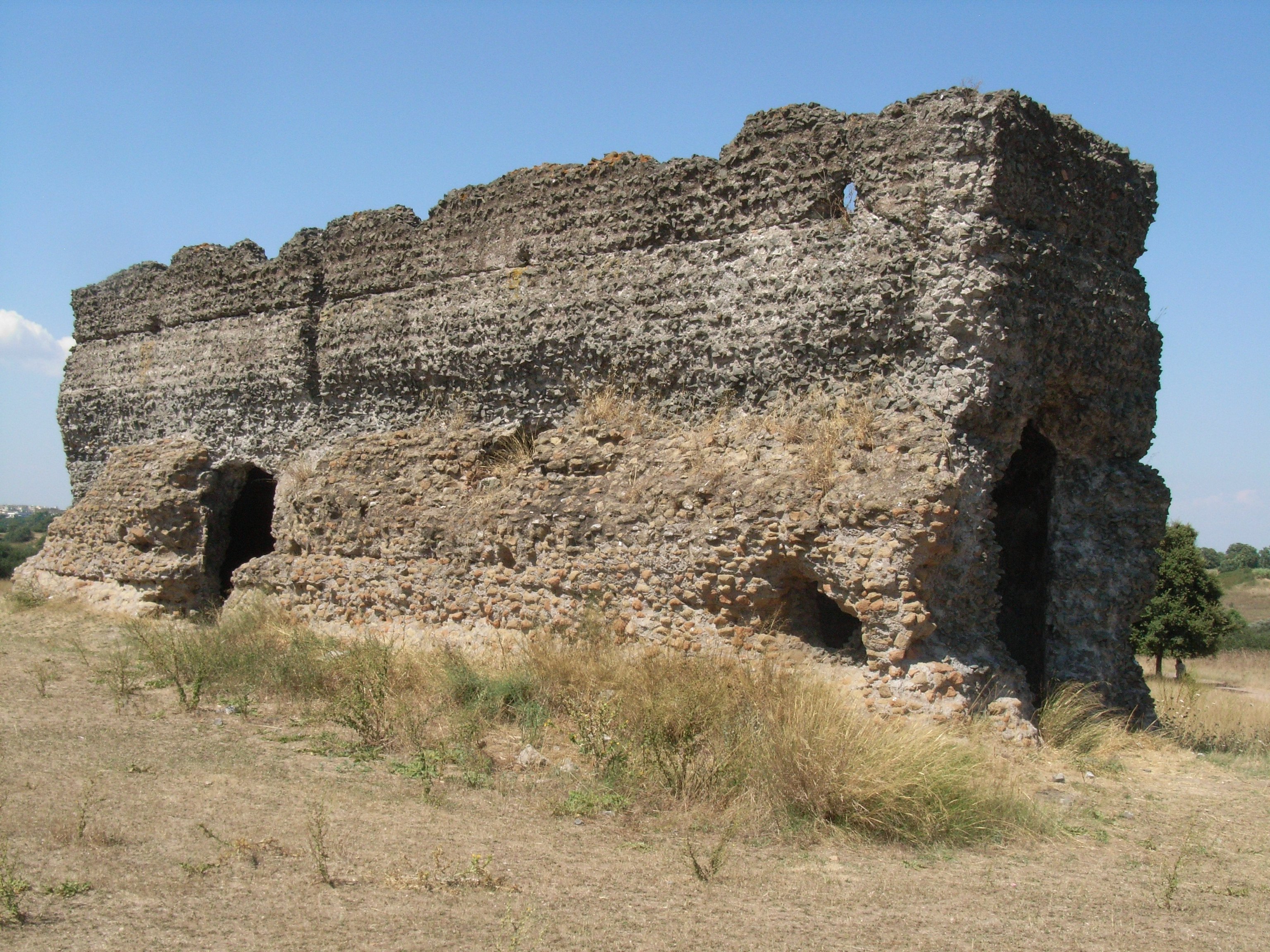
Римська цистерна

- Римська цистерна. Спочатку цистерна, споруджена близько 100, була підземною, але оголилася в результаті забору ґрунту для будівництва цирку Максенція на початку IV століття.
- Колумбарій Костянтина. Пам'ятник датується II століттям. Спочатку він дійсно служив колумбарієм, а в Середні віки був переобладнаний у водяний млин[2].
- Священний гай. Місце на вершині пагорба, де, за легендою, Герод Аттик наказав посадити посвячений богам гай[2].

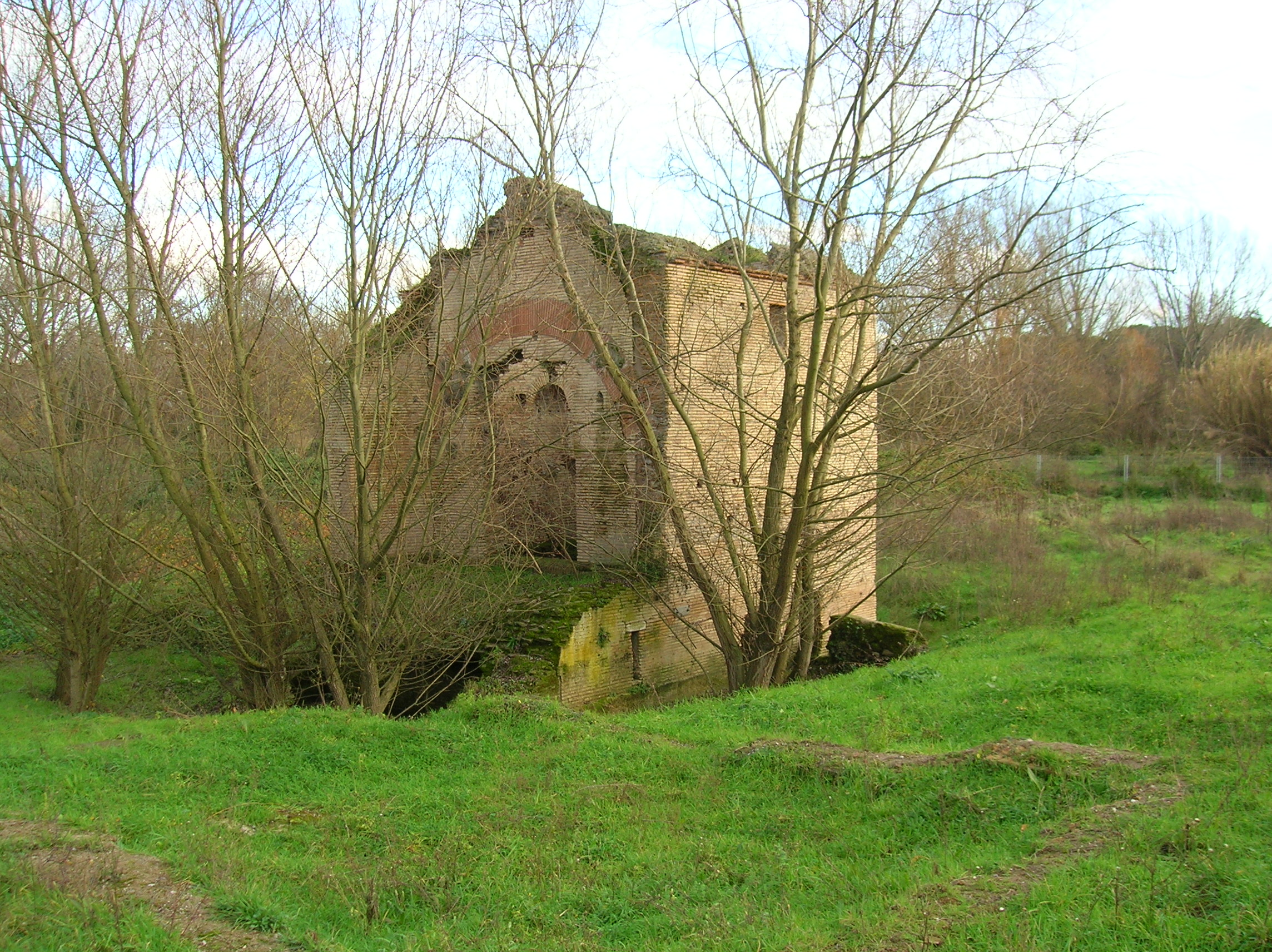
«Колумбарій Костянтина»

- Церква Святого Урбана. Будівля давньоримського храму II століття, переобладнаного в Середньовіччя у церкву.

## Зовнішні посилання
- Долина Кафарелла 1 Архивная копия
- Долина Кафарелла 2 Архивная копия
- Офіційна сторінка Архивная копия
- Flickr Архивная копия Фото природи парку